# Карконоский повет
Карконоский повят (пол. Powiat karkonoski), до 2020 года — Еленегурский повят (пол. Powiat jeleniogórski) — повят в Польше, входит как административная единица в Нижнесилезское воеводство. Центр повята — город Еленя-Гура (в состав повята не входит). Занимает площадь 628,21 км². Население — 64 599 человек (на 31 декабря 2015 года).

## Административное деление
- города: Карпач, Ковары, Пеховице, Шклярска-Поремба
- городские гмины: Карпач, Ковары, Пеховице, Шклярска-Поремба
- сельские гмины: Гмина Яновице-Вельке, Гмина Ежув-Судецки, Гмина Мыслаковице, Гмина Подгужин, Гмина Стара-Каменица

## Демография
Население повята дано на 31 декабря 2015 года.
| Перепись            | Всего | Мужчины | Женщины |
| ------------------- | ----- | ------- | ------- |
| Всего               | 64599 | 31200   | 33399   |
| Городское население | 29315 | 13850   | 15465   |
| Сельское население  | 35284 | 17350   | 17934   |